# Global Green Challenge

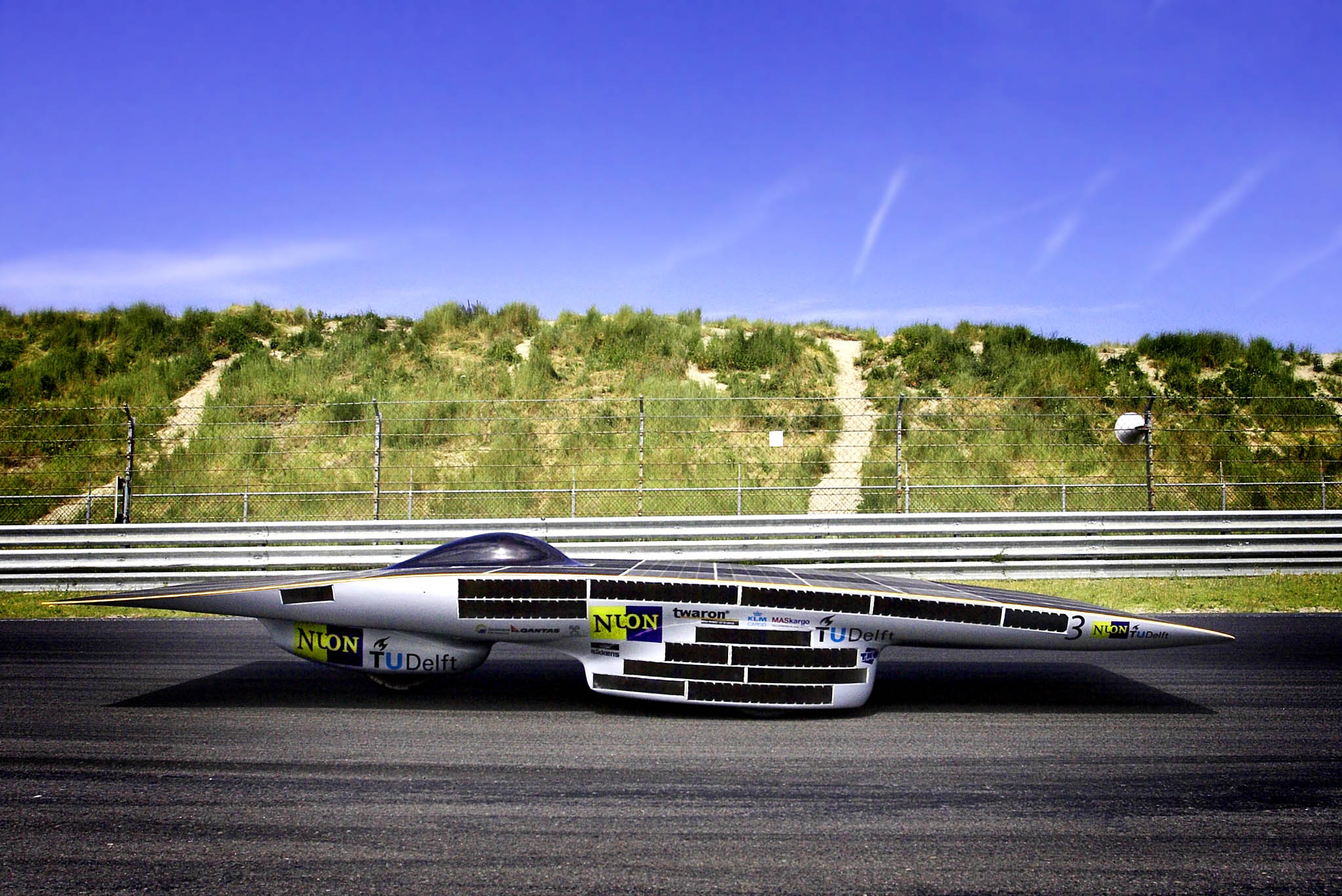
De Delftse Nuna 3, hier op het circuit van Zandvoort, was de winnaar in 2005. Met een totale tijd van 29 uur en 11 minuten heeft Nuna 3 nog steeds het parcoursrecord in handen.

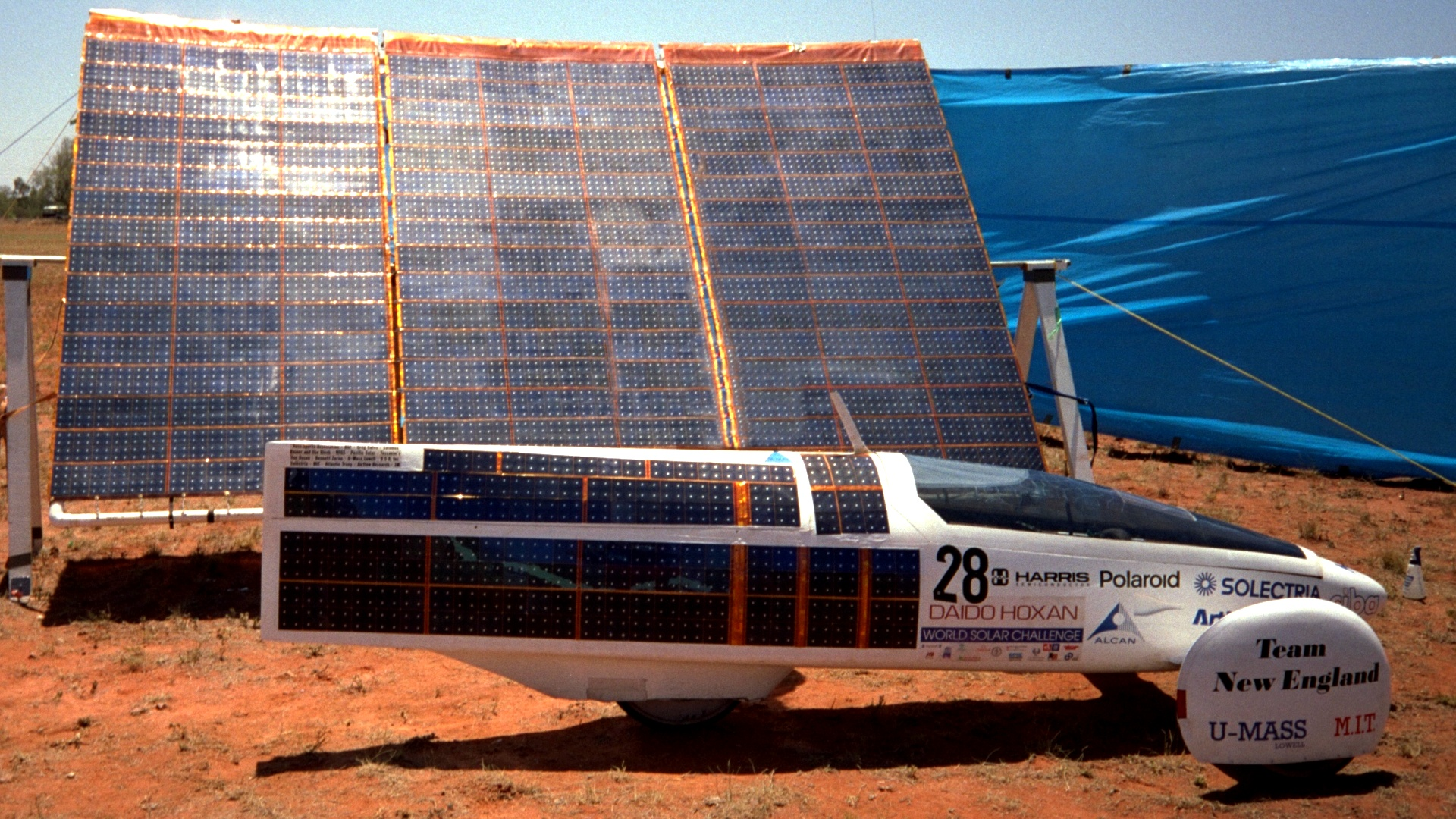
De zonnewagen van Team New England uit de WSC 1993

De Global Green Challenge is voortgekomen uit de World Solar Challenge, een tweejaarlijkse wedstrijd voor zonnewagens, auto's die rijden op zonne-energie. Het verschil is dat aan de GGC ook auto's met een andere milieuvriendelijke en/of zuinige aandrijving deel kunnen nemen. De wedstrijd gaat dwars door Australië over een afstand van 3021 kilometer. De start is in de noordelijke stad Darwin en de wedstrijd gaat via Alice Springs naar de zuidelijke stad Adelaide.
Op 25 oktober 2009 is de race van start gegaan.

## Route

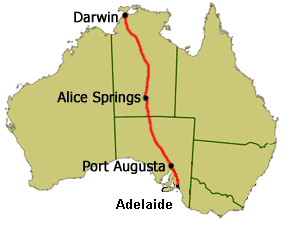
De Stuart Highway vormt het langste deel van de route. Na Port Augusta gaat de route verder naar finishplaats Adelaide.

De route volgt grotendeels de Stuart Highway. Na de start in Darwin moet op de volgende zeven plaatsen een half uur gestopt worden ter controle:
- Katherine
- Dunmarra
- Tennant Creek
- Alice Springs. Hier moet 24 uur rust worden gehouden.
- Cadney Homestead
- Glendambo
- Port Augusta

De finish is in de zuidelijke stad Adelaide.

## Doel

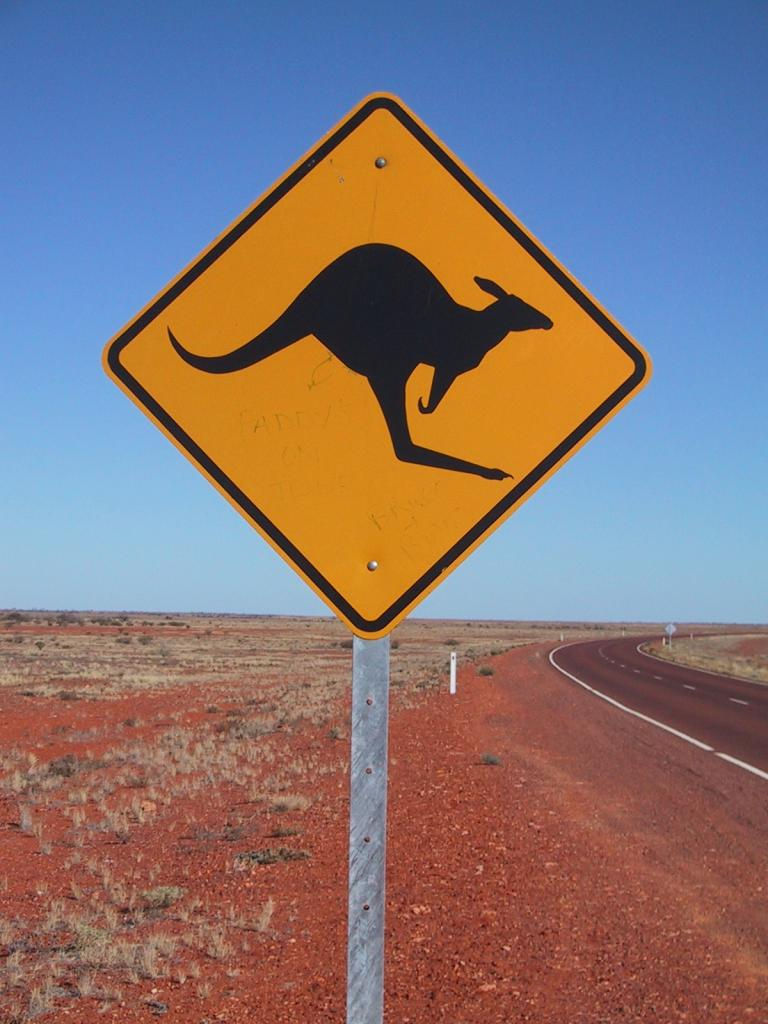
De route gaat dwars door de outback van Australië.

De auto die het snelst de afstand van 3021 km heeft afgelegd, is de winnaar van de race.
Het achterliggende doel van deze wedstrijd is om het onderzoek aan op zonne-energie of anderszins milieuvriendelijk aangedreven auto's te promoten. Aan deze open wedstrijd - die inmiddels diverse klassen kent - doen universiteiten, bedrijven en individuen mee.

### Klassen
Er zijn twee afdelingen: de World Solar Challenge voor zonne-energie aangedreven voertuigen en de Eco Challenge voor anders aangedreven voertuigen.

### Regels
- De maximale afmetingen van de wagens zijn: lengte 5,00 m; breedte: 1,80 m; hoogte: 1,60 m
- De wagens dienen zich aan de Australië geldende verkeersregels te houden. De wagens moeten zich dus ook aan de in Australië geldende maximale snelheid. In de deelstaat Noordelijk Territorium, het eerste deel van de route, is de maximumsnelheid 130 km/uur. In de deelstaat Zuid-Australië, het laatste deel van de route, is de maximumsnelheid 110 km/uur.
- Er moeten minimaal twee en maximaal vier coureurs ingeschreven worden. Als een coureur (gekleed) minder dan 80 kg weegt, wordt het verschil aangevuld met ballast.
- Er wordt dagelijks van 08:00 tot 17:00 uur gereden. Aan het eind van de rijtijd mag maximaal 10 minuten doorgereden worden, om een goede overnachtingsplek (naast de highway) te bereiken. Die extra tijd wordt de volgende dag omgezet in een latere starttijd.
- Er zijn checkpoints waar de auto's een half uur moeten stoppen. Er mogen dan beperkt routinecontroles uitgevoerd worden, maar er mag in die periode niet gesleuteld worden.
- De constructie van de auto is verder vrij (althans in de 'adventure' of open klasse), maar de afmetingen zijn wel begrensd. De maximale lengte is 5,00 m en de maximale breedte is 1,80 m
- Het remsysteem moet dubbel uitgevoerd zijn en een remvertraging hebben van minimaal 3,8 m/s2.
- Het reglement vermeldt dat er ook bij een verder lege weg niet rechts gereden mag worden (in Australië wordt links gereden), om daarmee, als de zon westelijk komt te staan, iets meer zonne-energie in te vangen als gevolg van de glooiing van de weg.

### De uitdagingen
De uitdaging voor de teams is om de afstand zo efficiënt mogelijk af te leggen.

## Geschiedenis
Het idee voor de wedstrijd is afkomstig van Hans Thostrup (1944), een in Denemarken geboren avonturier, die onder andere als eerste om het Australische continent zeilde in een ruim 5 meter lang open schip. Gedurende zijn betrokkenheid bij allerlei motorsportevenementen in de jaren zeventig werd hij zich bewust van het komende energieprobleem van de wereld en hij ontplooide allerlei initiatieven om (vracht)auto's in een wedstrijd zo zuinig mogelijk te laten rijden.
Hij bouwde samen met autocoureur Larry Perkins een van de eerste zonnewagens: de "Quiet Achiever". Thostrup deed dit in de BP Solar Trek, een wedstrijd voor zonnewagens van december 1982 tot januari 1983. Hij legde de route tussen Perth en Sydney (4052 km) in 20 dagen af en won daarmee de BP Solar Trek. De BP Solar Trek was de voorloper van de eerste World Solar Challenge in 1987.
Voor de World Solar Challenge werd een ander parcours gekozen. De route van Darwin naar Adelaide loopt noord-zuid terwijl de route Perth-Sydney west-oost verloopt. Een noord-zuid lopende route heeft als voordeel dat het zonlicht aan beide zijden van de auto invalt.
Na de vierde wedstrijd heeft Thostrup de rechten verkocht aan de staat Zuid-Australië. De South Australian Motor Sport Board is nu, onder auspiciën van de FIA, de organisator van de race geworden.
Vanaf de tiende editie (2009) staat de race onder de naam Global Green Challenge ook open voor andere dan zonne-energie aangedreven voertuigen.

### Overzicht van winnaars
In de tabel hieronder staan de verschillende winnaars van de World Solar Challenge vermeld.
| Race | Jaar | Klasse    | Aantal deelnemers | Winnaar                  | Inzender                                   | Herkomstland     | Totale raceduur (uur:min) | Gemiddelde snelheid (km/uur) |
| ---- | ---- | --------- | ----------------- | ------------------------ | ------------------------------------------ | ---------------- | ------------------------- | ---------------------------- |
| 1.   | 1987 |           | 23                | Sunraycer                | General Motors                             | Verenigde Staten | 44:54                     | 66,9                         |
| 2.   | 1990 |           | 38                | Spirit of Biel/Bienne II | Engineering College of Biel                | Zwitserland      | 46:08                     | 65,2                         |
| 3.   | 1993 |           | 55                | Honda Dream              | Honda                                      | Japan            | 35:28                     | 85,0                         |
| 4    | 1996 |           | 46                | Honda Dream              | Honda                                      | Japan            | 33:53                     | 89,8                         |
| 5.   | 1999 |           | 43                | Aurora 101               | Aurora Vehicle Association/RMIT University | Australië        | 41:06                     | 73,0                         |
| 6.   | 2001 |           | 37                | Nuna 1                   | Alpha Centauri Team / TU Delft             | Nederland        | 32:39                     | 91,8                         |
| 7.   | 2003 |           | 33                | Nuna 2                   | Nuon Solar Team / TU Delft                 | Nederland        | 31:05                     | 97.02                        |
| 8.   | 2005 |           | 30                | Nuna 3                   | Nuon Solar Team/TU Delft                   | Nederland        | 29:11                     | 102,8                        |
| 9.   | 2007 | Challenge | 23                | Nuna 4                   | Nuon Solar Team/TU Delft                   | Nederland        | 33:00                     | 90,87 *                      |
| 9.   | 2007 | Adventure | 18                | TIGA                     | Ashiya University                          | Japan            | 32:03                     | 93,57                        |
| 10   | 2009 | Challenge | 31                |                          |                                            |                  |                           |                              |
| 10   | 2009 | Adventure | 7                 |                          |                                            |                  |                           |                              |

*: De lagere gemiddelde snelheid komt door nieuwe regels van de WSC, waaronder een maximum van 6 m² zonnepanelen en een rechtere houding van de bestuurder.

### World Solar Challenge 2007
In 2007 won voor de vierde maal op rij de TU Delft met haar auto de Nuna 4.

### World Solar Challenge 2009
Op 25 oktober 2009 is de tiende versie van de World Solar Challenge gestart.

### Websites deelnemende teams
- (nl) Website Solar Team Twente (Universiteit Twente & Saxion Hogeschool)
- (nl) Website Nuon Solar Team (TU Delft)
- (nl) Website Umicore Team (Hogeschool GroepT, Leuven)
- (en) Website University of Michigan Solar Car Team
- (en) Website Aviva Southern Aurora Solar Car
- (en) Website SolarWorld No. 1 (Bochum)